# StW 13
StW 13 o StW/H 13 es el nombre de catálogo de un cráneo fósil de Australopithecus africanus bastante completo. Fue encontrado, en 1971, por Stephaans Gasela, Alan R. Hughes y Phillip V. Tobias en la cueva de Sterkfontein (Sudáfrica), parte de la conocida como Cuna de la Humanidad, y descrito por Tobias en 1972.

## Descubrimiento y datación
La datación de los fósiles de los yacimientos de esta zona de Sudáfrica son difíciles y plantean controversias. Todas las realizadas hasta el momento se basan en estudios de fauna, series de uranio y otras de los estratos. Las de StW 13 tienen en cuenta la posición de descubrimiento, en el lecho B del miembro 4 de la cueva de Sterkfontein.
La datación del miembro 4, por comparación faunística, se acota en el intervalo 2,4-2,8 Ma. Estudios posteriores del estrato, utilizando datación por series de uranio-plomo, dieron un valor de 2,65±0,30 y 2,01±0,05 Ma.

## Descripción
Los restos se encontraron deformados por el peso de los sedimentos y requirió un gran trabajo de reconstrucción aunque eso no hace poner en duda su pertenencia a la especie africanus. El fósil comprende la cara con el maxilar y el parietal izquierdo. En A. africanus no hay surco supratoral que separe la región supraorbital de la squama frontalis, como muestra este cráneo, aunque debido a su deformación podría ser debido a la reconstrucción, pero se observa claramente en otros cráneos de africanus, como STS 17 y STS 71. Posee el hueso conocido como pilar anterior una característica no presente en todas las especies de Homo, Australopithecus y Paranthropus, aunque sí habitualmente en africanus.
Se ha catalogado como un ejemplar macho ya que las variaciones debidas al dimorfismo sexual, como en otros africanus, se hace notar en la morfología facial.